# Templo de Claudio

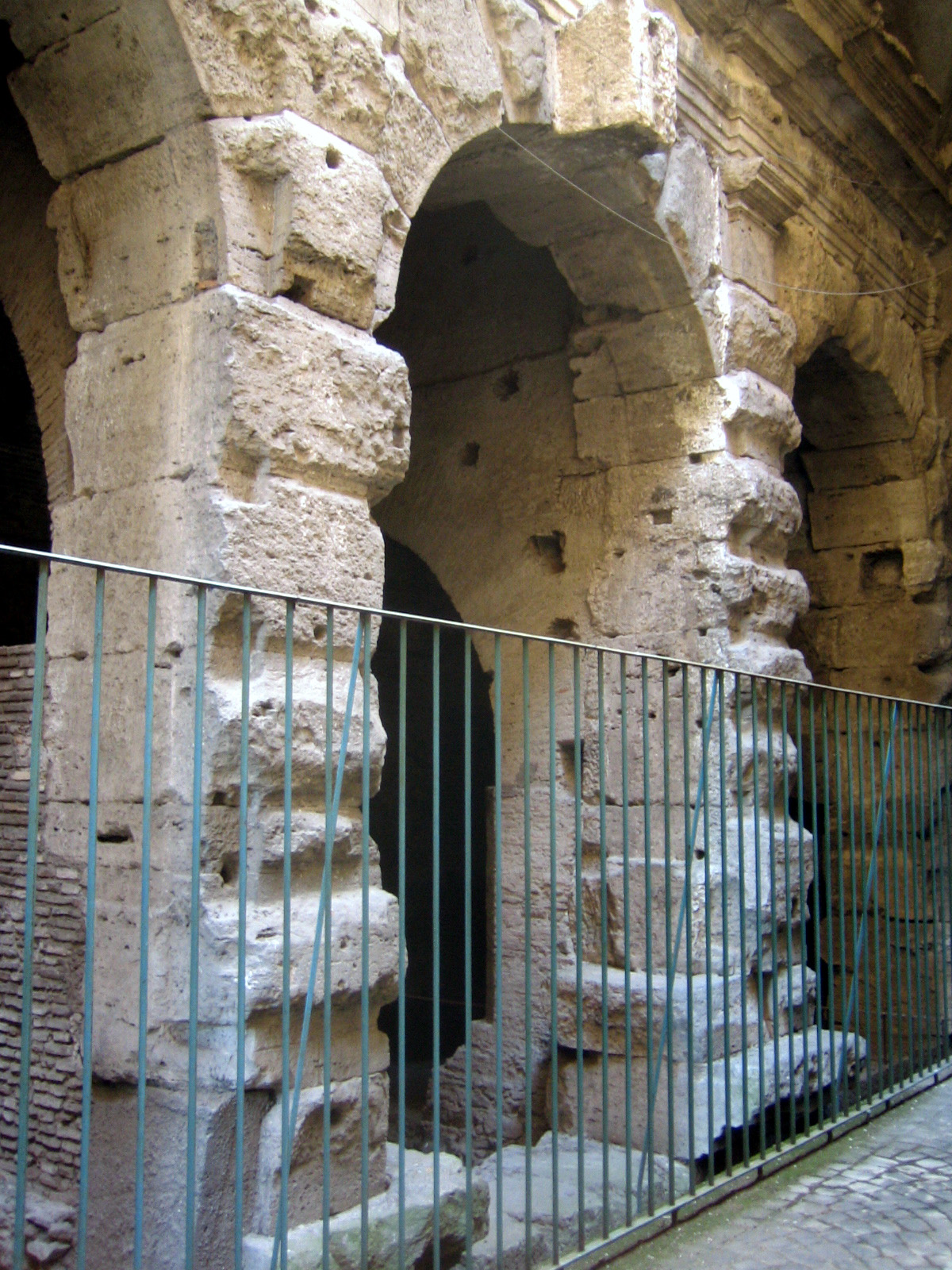
Arcos visibles de los restos del templo.

El Templo de Claudio, también conocido como el Templo de Divus Claudius, del Divino Claudius o del Claudio Deificado, era una estructura antigua que cubría una gran área al sur del Coliseo de Roma. En la actualidad, quedan muy pocos restos visibles del mismo.

## Historia
Se comenzó a construir en la colina de Celio por la emperatriz consorte Agripina, mujer del emperador Claudio, a su muerte, acaecida en el año 54. Posteriormente fue dañado por el Gran Incendio de Roma y destruido aún más por el hijo de la propia Agripina, Nerón. Más tarde sería reconstruido bajo el mandato del emperador Vespasiano. La destrucción en tiempos de Nerón se debió, probablemente, por la extensión del acueducto Aqua Claudia a la colina de Celio, pero también se pudo haber eliminado parte para dar paso a la construcción de su Domus Aurea. La última mención del templo es del siglo IV y no se sabe nada de lo que sucedió después de la reconstrucción de Vespasiano. Si todavía estaba en uso en el siglo IV, el templo se habría cerrado durante la persecución de los paganos en el Imperio romano tardío.

## Localización
El área ocupada por el templo está delimitada aproximadamente por los caminos actuales de la Vía Claudia y el Clivus Scauri. Se alzaba sobre una gran plataforma rectangular (180 x 200 metros), sostenida por poderosos muros de contención de 15 metros, parcialmente visibles actualmente. La entrada al patio se hacía desde el lado sur, a través de una entrada central monumental con una imponente escalera, orientada hacia la colina del Palatino. 
Los restos visibles son de los cuatro lados de la plataforma, pero ya no queda nada del techado. El lado occidental de la plataforma se construyó con travertino y algunos restos quedaron incorporados al campanario de la basílica de San Juan y San Pablo. El lado norte estaba compuesto por una hilera de habitaciones abovedadas. Durante la época de Nerón había fuentes, llegando a encontrarse los restos de una de ellas, que tenía la forma de proa de un barco con cabeza de jabalí, y que se conserva en los Museos Capitolinos. Posteriormente, Vespasiano redujo el consumo de agua y lo devolvió al uso civil. El lado este es el mejor conservado, y los cambios realizados por Nerón se pueden observar aquí. El área fue redescubierta cuando se construyó la Vía Claudia, en 1880. Investigaciones recientes dejaron al descubierto una serie de túneles que cruzaban por debajo del templo.